# Ram Sahaya Yadav
Ram Sahaya Prasad Yadav (né le 24 juillet 1971) est un homme politique népalais. Il est l'actuel vice-président du Népal depuis 2023,. 